# Barwałd Górny
Barwałd Górny – wieś w Polsce, położona w województwie małopolskim, w powiecie wadowickim, w gminie Kalwaria Zebrzydowska.
W latach 1975–1998 miejscowość położona była w województwie bielskim.
We wsi jest przystanek kolejowy Barwałd Górny.

## Położenie i ukształtowanie terenu
Wieś położona jest na Pogórzu Wielickim, przy drodze krajowej 52 z Głogoczowa do Bielska-Białej oraz przy drodze lokalnej do wsi Bugaj na zachód od Kalwarii Zebrzydowskiej, prowadzącej też od wschodu na górę Żar. Barwałd Górny jest jedną z trzech wsi o tej samej nazwie różniącej się przymiotnikiem. Przez wieś przepływa potok Kleczanka.

## Integralne części wsi
| SIMC    | Nazwa       | Rodzaj    |
| ------- | ----------- | --------- |
| 0056265 | Dalachowice | część wsi |
| 0056271 | Kamieniec   | część wsi |
| 0056288 | Lisiak      | część wsi |
| 0056294 | Na Stawach  | część wsi |
| 0056302 | Pod Żarkiem | część wsi |
| 0056319 | Puszcza     | część wsi |
| 0056325 | Rola        | część wsi |
| 0056331 | Za Dworem   | część wsi |

## Historia
Historycznie miejscowość jest częścią księstwa oświęcimskiego. W 1564 roku wraz z całym księstwem oświęcimskim i zatorskim tereny te znajdowały się w granicach Korony Królestwa Polskiego w województwie krakowskim w powiecie śląskim. Po unii lubelskiej w 1569 roku księstwo Oświęcimia i Zatora stało się częścią Rzeczypospolitej Obojga Narodów w granicach, której pozostawało do I rozbioru Polski w 1772 roku. Po rozbiorach Polski miejscowość znalazła się w zaborze austriackim i leżała w granicach Austrii, wchodząc w skład Królestwa Galicji i Lodomerii.
Miejscowość lokowana prawdopodobnie pod koniec XIII w. Nazwa miejscowości prawdopodobnie pochodzi z języka niemieckiego i oznacza Niedźwiedzi Las. Pierwsze wzmianki o osadzie pochodzą z 1381 roku własność Sułka z Barvaltu, od XV w. Barwałdzcy. W XV w. we wsi znajdował się zamek w Barwałdzie. W XVI w. następuje podział na Górny, Średni i Dolny. Od XVI w. wieś należy do Szaczowskich następnie Russockich, Porębskich (XVII w.). W 1784 roku miejscowość należy do Dziembowskich herbu Pomian, a później do Gołuchowskich (XVIII/XIX w.). W 1945 roku majątek Blotnickich rozparcelowano, a dwór rozebrano.

## Galeria zdjęć

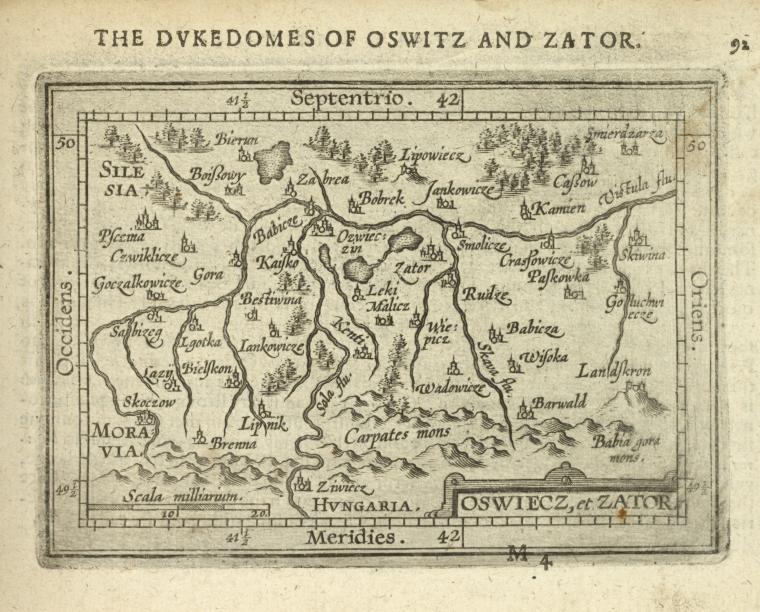
Barwałd na mapie Księstwa Oświęcimskiego i Zatorskiego – mapa Abrahama Orteliusa z 1603
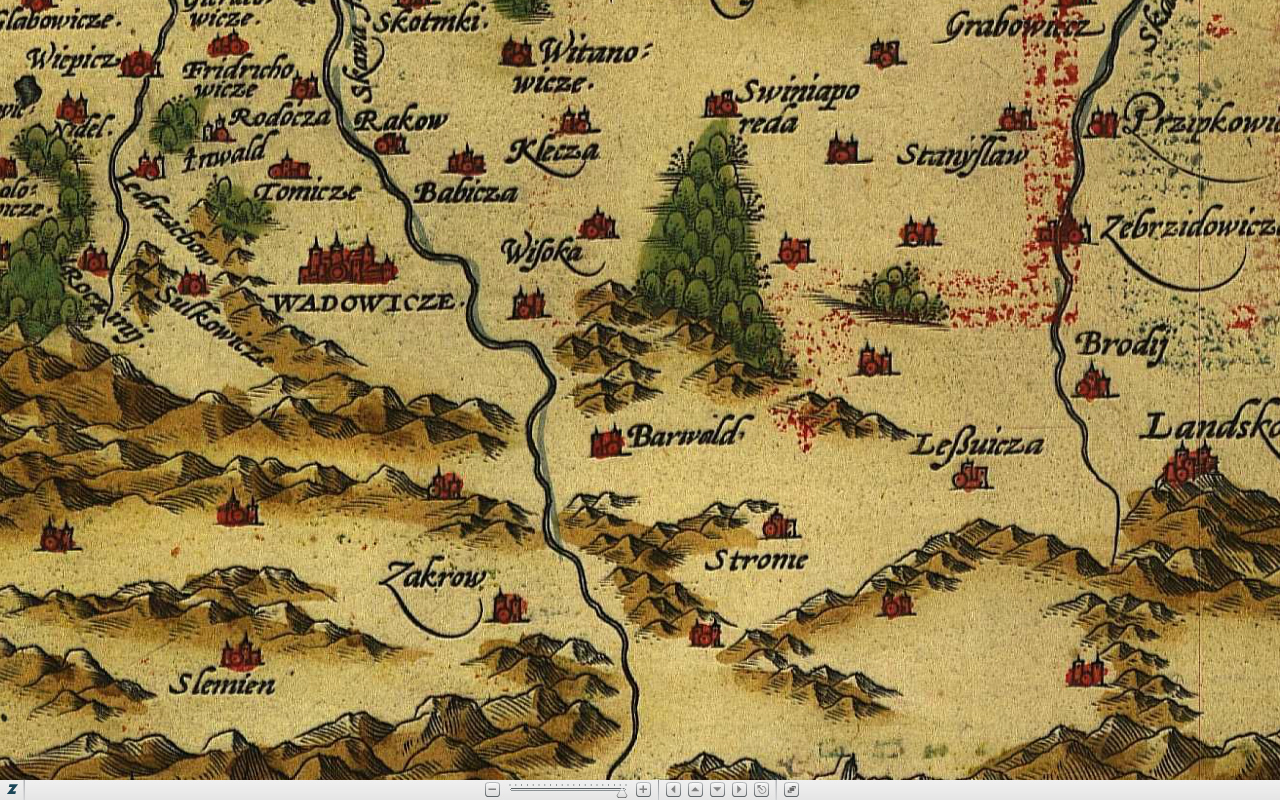
Okolice Barwałdu na mapie Abrahama Orteliusa z 1590
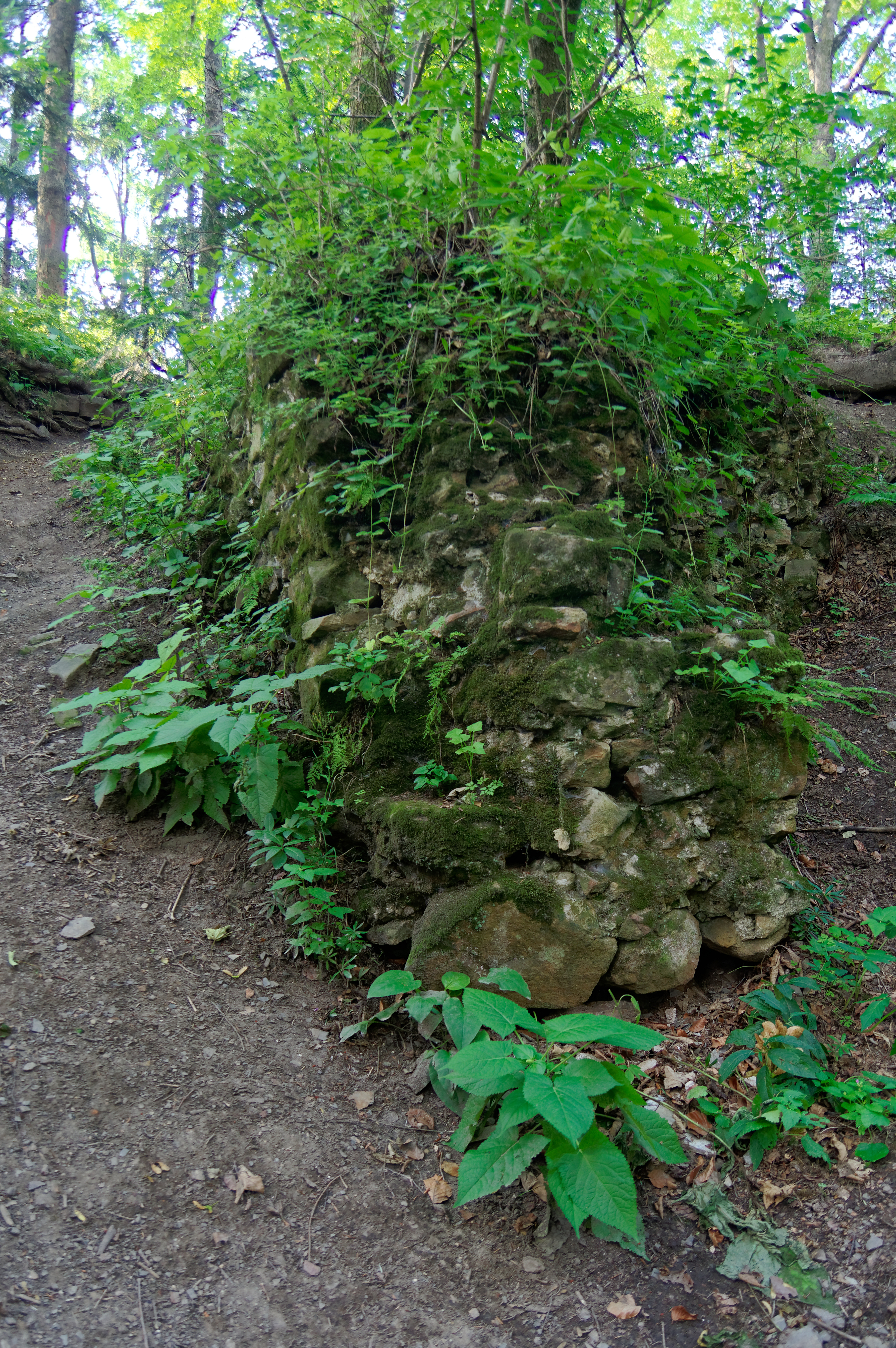
Pozostałości murów zamku

## Zabytki
Obiekt wpisany do rejestru zabytków nieruchomych województwa małopolskiego.
- Pustelnia św. Rozalii z kaplicami i drzewostanem oraz posąg kamienny NBNP na kolumnie z 1745 roku.

Inne
- Zamek w Barwałdzie

## Dziedzictwo kulturowe
- Pozostałości dworu Błotnickich;
- dom ludowy wybudowany przed drugą wojną światową.